# Richard Nový
Richard Nový (3 de abril de 1937) es un deportista checoslovaco que compitió en remo.
Participó en dos Juegos Olímpicos de Verano en los años 1960 y 1964, obteniendo una medalla de bronce en Tokio 1964 en la prueba de ocho con timonel. Ganó una medalla de bronce en el Campeonato Europeo de Remo de 1963.

## Palmarés internacional
| Juegos Olímpicos   | Juegos Olímpicos       | Juegos Olímpicos  | Juegos Olímpicos |
| Año                | Lugar                  | Medalla           | Prueba           |
| ------------------ | ---------------------- | ----------------- | ---------------- |
| 1964               | Tokio (Japón)          | Medalla de bronce | Ocho con timonel |
| Campeonato Europeo |                        |                   |                  |
| Año                | Lugar                  | Medalla           | Prueba           |
| 1963               | Copenhague (Dinamarca) | Medalla de bronce | Ocho con timonel |